# C8H9Cl
化学式C8H9Cl（摩尔质量140.61 g/mol）可能指：
- 氯乙苯
  - 2-氯乙苯，CAS号：89-96-3 
  - 3-氯乙苯，CAS号：620-16-6 
  - 4-氯乙苯，CAS号：622-98-0
- 2-甲基氯化苄，CAS号：552-45-4

|  | 这个同类索引页列出了具有相同分子式的化学物（即同分異構體）条目。 除非您是有意链接至本页，否则应将相应条目的内部链接指向正确的条目。 |